# كرنفال بارانكيا

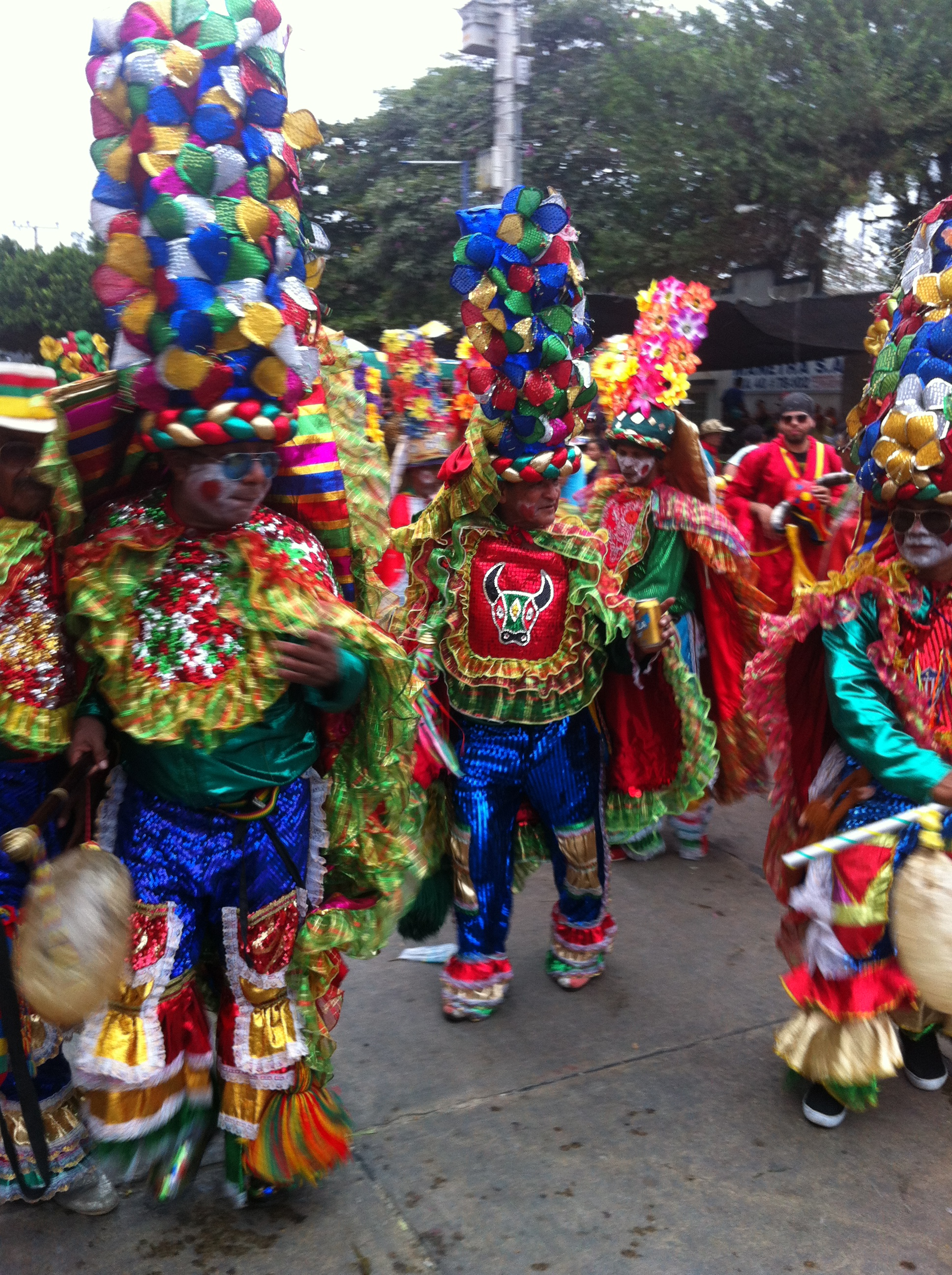
مجموعة الرقص الكونغو.

كرنفال بارانكيا (بالإسبانية: Carnaval de Barranquilla)‏ هو واحد من أهم الاحتفالات الفولكلورية في كولومبيا، وواحد من أكبر الكرنفال في العالم.تعود التقاليد إلى الكرنفال إلى القرن ال19. قبل أربعة أيام من حلول شهر رمضان المبارك ، تستقطب بارانكويلا السياح المحليين والأجانب وتنضم مع سكان المدينة للاستمتاع بأعياد الاحتفالات لمدة أربعة أيام. خلال الكرنفال ، أصبحت الأنشطة العادية في بارانكويلا مشلولة لأن المدينة تنشغل برقصات الشوارع والعروض الموسيقية والرائعة. كرنفال بارانكيا يتضمن رقصات مثل بالانتيو الإسبانية ، كونغو الأفريقية، و mico y micas الأصلي.
يتم تنفيذ العديد من أنماط الموسيقى الكولومبية ، وأبرزها كومبيا، وتشمل الأدوات الطبول. أعلن كرنفال بارانكيا عن التحفة الثقافية للأمة من قبل المؤتمر الوطني الكولومبي في عام 2002.كما أعلنت اليونسكو في باريس في 7 نوفمبر 2003 أنها واحدة من روائع التراث الشفهي وغير المادي للبشرية.

## التاريخ

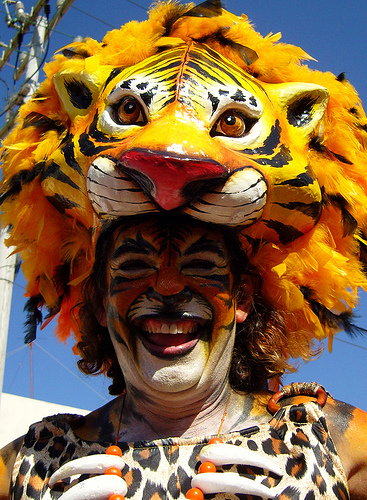
زي أسد في الكرنفال

لا يعرف سوى القليل عن كيفية ولماذا بدأ هذا الكرنفال. هناك العديد من النظريات. الاعتقاد الأكثر شعبية هو أن الكرنفال هو للترحيب بالربيع والاحتفال بالميلاد والتجديد. وينشأ هذا الكرنفال من مزيج من الاحتفالات الوثنية والمعتقدات الكاثوليكية والتنوع العرقي، وهو مزيج من التقاليد والرقصات والموسيقى الأوروبية والإفريقية والهندية.
يعود تاريخ المعتقدات المحلية إلى سبعة قرون ، ومن المعروف أن قدرا كبيرا من التقاليد جلبت إلى أمريكا من قبل الإسبانية والبرتغالية. أول تاريخ ملحوظ في تاريخ الكرنفال هو عام 1888 ، عندما ظهرت شخصية معروفة باسم الملك مومو في التاريخ الموثق للكرنفال.

## ما قبل الكرنفالات
الاحتفالات تترأسها كل من ملكة الكرنفال وملك مومو المنتخبين في العام السابق ، تبدأ بشكل غير رسمي بعد ليلة رأس السنة. تبدأ فعاليات ما قبل الكرنفال بعد (قراءة إعلان الكرنفال) ،وتتويج ملكة الكرنفال ومومو كينغ.

### قراءة إعلان الكرنفال
تعد قراءة إعلان الكرنفال أحد أهم أحداث ما قبل الكرنفال في بارانكيا ، وذلك لأنها تمثل رسمياً بداية ما قبل الكرنفالات. في هذا القانون ، الذي يحدث تقليديا في ساحة لاباز ، فإن عمدة بارانكيا الحالي يمنح مفاتيح المدينة بشكل رمزي لملكة الكرنفال ، وبالتالي «التنازل عن» قوتها لها طالما استمر موسم الكرنفال. قد ينظر إلى هذا الإعلان على أنه «مرسوم» مقسم إلى فقرات توضح ما هو مسموح وما هو ممنوع على الحاضرين خلال فترة الاحتفال.

## تتويج ملكة الكرنفال
يتم تنفيذ التتويج في يوم الخميس السابق إلى «معركة الزهور». خلال هذا العرض ، تتوج ملكة الكرنفال السابقة ملكة الكرنفال الحالية، وسط حفلة مليئة بالرقص والموسيقى. وتقام حاليا في ملعب روميليو مارتينيز.
أما بالنسبة إلى العرض ، فهو ماراثون من أساليب الرقص ، وأصبح الاختبار الأكثر تطلبا لملكة الكرنفال مع مرور الوقت ، لأنه خلالها على ملكة الكرنفال أن تثبت مهاراتها في الرقص. هذا العرض يرافقه أعضاء من بعض أهم مجموعات الرقص المشاركة في الكرنفال ومن قبل المطربين الوطنيين والدوليين ، مثل الدومينيكان خوان لويس  الذي شارك في ذلك كرنفال 2014. أيضا ، خلال هذا الحدث ، يتم تقديم الأغنية الرسمية لملكة الكرنفال.

### موكب الأطفال
عبارة عن استعراض رقصات للأطفال تشارك فيه مجموعات  المدارس والمجتمعات وكذلك ملوك الأطفال.